# 三重县旗
三重县旗（日语：／ Miekenki）
三重县旗是日本的47面都道府县旗之一。该条目是对三重县旗以及三重县章（みえけんしょう）的解说。

## 概要
县章于1964年（昭和三十九年）4月20日在县公报上正式制定，于2001年1月30日的公告上对设计的局部进行了变更。其图案是平假名“み”的变体，呈一个向上的箭头，象征三重县的飞跃；左下角的圆，也象征了三重县举世闻名的英虞湾珍珠养殖场。
县旗惯例上使用黄绿色作为底色，在县旗稍靠左的的地方用白色盖上县章，事实上县旗的颜色并未明文规定，但“县章、县旗在使用的时候底色是黄绿色的，县章用白色”以及“青绿色象征着三重县崇山峻岭的绿与1,000km海岸线的交融”被大多数人所认可。

## 脚注
1. ↑  . 三重県. （原始内容存档于2015-01-01） （日语）.